# Гайнуллина, Анна Маратовна
Анна Маратовна Гайнуллина (в браке — Ашихмина; род. 1982) — российская лыжница и биатлонистка, чемпионка и призёр чемпионата России по биатлону, участница чемпионата мира по лыжным гонкам среди юниоров. Мастер спорта России по лыжным гонкам и биатлону.

## Биография
Начала заниматься спортом в ДЮСШ г. Волжска (Марий Эл), первый тренер — Ракеев Зиннат Гайфуллович, позднее — в СДЮСШОР по лыжным гонкам г. Йошкар-Олы. На взрослом уровне выступала за спортивный клуб Вооружённых Сил, города Йошкар-Олу и Новосибирск. Тренер в Новосибирске — Казанцев Яков Викторович.
На юношеском уровне занималась лыжными гонками, становилась призёром соревнований регионального и национального уровня. Принимала участие в чемпионате мира по лыжным гонкам среди юниоров 2002 года в Шонахе, заняла 42-е место в спринте.
В сезоне 2002/03 перешла в биатлон. На уровне чемпионата России становилась чемпионкой в 2003 году в гонке патрулей в составе сборной Новосибирска и Красноярска, а в 2004 году — серебряным призёром в командной гонке.
В середине 2000-х годов завершила спортивную карьеру. Работает тренером в ДЮСШ г. Волжска, имеет вторую квалификационную категорию. Принимает участие в соревнованиях ветеранов по лыжному спорту.